# Caçadores-coletores ocidentais
Em arqueogenética, o termo caçador-coletor ocidental (WHG em sua sigla em inglês) é o nome dado a um componente ancestral distinto que representa a descendência dos caçadores-coletores mesolíticos da Europa Ocidental. Durante o Mesolítico, os WHGs habitavam uma área que se estendia das Ilhas Britânicas no oeste até os Cárpatos no leste